# أوقستو أغيري
أوقستو أغيري (بالإسبانية: Augusto Ezequiel Aguirre) هو لاعب كرة قدم أرجنتيني، ولد في 2 أغسطس 1999 في كورينتس في الأرجنتين. لعب مع ريفر بليت.

## وصلات خارجية
- أوقستو أغيري على موقع قاعدة بيانات كرة القدم.إي يو (الإنجليزية)
- أوقستو أغيري على موقع Soccerway.com (الإنجليزية)